# Das 1. Evangelium – Matthäus
Das 1. Evangelium – Matthäus (Originaltitel Il Vangelo secondo Matteo) ist ein Spielfilm des italienischen Regisseurs Pier Paolo Pasolini aus dem Jahr 1964.

## Handlung
Jesus wird als kompromissloser und mit dem damaligen jüdischen Establishment unversöhnlicher Prediger und Sohn Gottes dargestellt. Den einzelnen Menschen fordert er auf, den guten Weg Gottes zu beschreiten. Das heißt, sanft zu Kindern, Unterprivilegierten und umkehrwilligen Sündern, aber zornig auf die Händler und das religiöse Establishment der Pharisäer zu sein.

## Hintergrund
| Figur               | Darsteller         | Deutscher Sprecher  |
| ------------------- | ------------------ | ------------------- |
| Jesus Christus      | Enrique Irazoqui   | Helmo Kindermann    |
| Johannes der Täufer | Mario Socrate      | Erich Ebert         |
| Pontius Pilatus     | Alessandro Clerici | Christian Marschall |
| Simon Petrus        | Settimio Di Porto  | Niels Clausnitzer   |
| Judas Ischariot     | Otello Sestili     | Hans Dieter Zeidler |
| Engel               | Rossana di Rocco   | Rosemarie Fendel    |

In dem in Schwarzweiß gedrehten Film zeichnet Pasolini das Leben Jesu von Nazaret, wortgetreu auf der Grundlage des Matthäus-Evangeliums der Bibel nach. Er stellt Jesus, anders als dies in zahlreichen zeitgenössischen vergleichbaren Werken geschah, als realistische und menschliche Figur dar. Das Werk überrascht durch die kompromisslose Umsetzung der biblischen Vorlage, ohne zusätzlich erdachte Personen, Handlungsstränge oder Dialoge, die nicht in der Bibel überliefert sind. Angesichts Pasolinis Homosexualität und seiner kommunistischen und atheistischen Überzeugungen hat dies sowohl in katholischen als auch in linken Kreisen Verwunderung hervorgerufen. Er selbst sagte in einem Interview: „Das Evangelium stellte mich vor folgendes Problem: Ich konnte es nicht wie eine klassische Geschichte erzählen, weil ich nicht glaube, sondern Atheist bin. […] Um das Evangelium erzählen zu können, musste ich mich daher in die Seele eines Gläubigen versenken. Das ist die indirekte freie Rede (le discours indirect libre): Einerseits ist die Handlung durch meine eigenen Augen gesehen, andererseits durch die Augen eines Gläubigen.“
Pasolinis Interpretation des Charakters Jesu Christi passt sich ein in seinen sozialkritischen Stil und seine Vorliebe für unbequeme Menschen abseits des Establishments. In einer Notiz schrieb Pasolini: „Nichts scheint mir gegensätzlicher zur modernen Welt als jene Christusfigur: sanft im Herzen, aber nie im Denken.“
Pasolini legte seinem Drehbuch das Evangelium nach Matthäus zu Grunde und verwendete ausschließlich dort überlieferte wörtliche Zitate. Er verzichtete fast vollständig auf professionelle Darsteller; die Mitwirkenden waren Laien oder – wie Renato Terra – Schauspieler am Anfang ihrer Karriere. Pasolinis Mutter Susanna spielte die Gottesmutter, der Philosoph und damalige Student Giorgio Agamben den Apostel Philippus.
Die Filmmusik wirkt expressionistisch. Es wird ein für die damalige Zeit (1964) ungewöhnlicher Mix verschiedener Stile präsentiert, der heute in Großproduktionen üblich ist. Sie überspielt jedoch nicht Lücken in der Handlungsdramaturgie, sondern unterstützt die langen Einstellungen und die sparsame Mimik der Laiendarsteller. Der Soundtrack reicht von der Feierlichkeit der Maurerischen Trauermusik Mozarts (KV 477, für die Erscheinung Christi am Jordan) über die Expressivität eines Zitats aus Prokofjews Musik zu Eisensteins Historienfilm Alexander Newski, russische Revolutionslieder (für die Szenen der Bergpredigt), über das von Odetta Holmes gesungene Spiritual Sometimes I feel like a Motherless Child bis zu den kongolesischen Rhythmen der Missa Luba für die Wunder-Szenen und den Kreuzweg. Immer wieder wird auch Bachs Matthäus-Passion eingesetzt (Wir setzen uns mit Tränen nieder; Violinsolo zur Arie Erbarme dich).

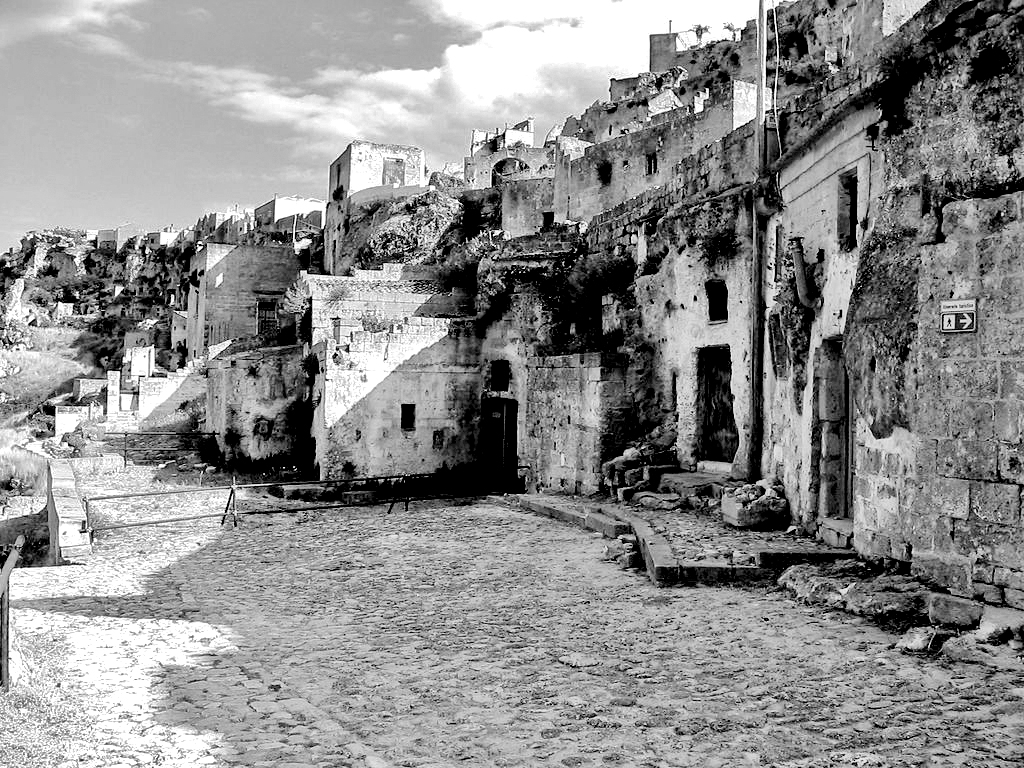
Drehort Matera

Große Teile des Films wurden in und um Matera gedreht. Pasolini hatte dort Komparsen gefunden, in deren Gesichtern genauso wie im Schauplatz noch jene „prä-industriellen“ Züge zu finden waren, nach denen er lange gesucht hatte.
Pasolini widmete Il vangelo secondo Matteo dem Andenken an  Johannes  XXIII., den 1963 verstorbenen, aus ärmlichen Verhältnissen stammenden und den Ruf  besonderer Volksnähe genießenden Papst. Eine besondere Auszeichnung für Pasolini war – angesichts seiner ambivalenten Haltung zur Kirche – der lang anhaltende Applaus von Teilnehmern des 2. Vatikanischen Konzils bei einer Aufführung im Vatikan 1964.
In den USA wurde eine kolorierte Fassung des in Schwarz-Weiß gedrehten Films herausgebracht.

## Kritiken
Das 1. Evangelium – Matthäus erhielt ein gutes Presseecho. So erfasst der US-amerikanische Aggregator Rotten Tomatoes 92 % wohlwollende Besprechungen und ordnet den Film dementsprechend als „Frisch“ ein.

„Dem Matthäus-Evangelium folgend, entwirft er ein individuell getöntes Bild der Heilsgeschichte, in dem besonders der soziale Aspekt der Botschaft Jesu herausgearbeitet wird.“

„Der Film […] ist vielleicht das einzige wirkliche Wunder des Bibelkinos, eine Geschichte von armen Bauern und Fischern, aus deren Mitte der Sohn Gottes erwächst, ein Wanderprediger und Rebell, den Irazoqui mit einer zornigen Entschlossenheit spielt, die kein anderer Leinwand-Jesus je wieder erreicht hat.“

„Ungewöhnlich eindrucksstarke Verfilmung des Lebens Jesu nach den Texten des Matthäus-Evangeliums. Eine erheblich von den üblichen Klischees sonstiger Bibelfilme abweichende herbe Darstellung, die zeigt, daß mit der Person Jesu etwas in die Welt kam, was ihr nicht paßte und was sie doch noch dringender braucht als das tägliche Brot: die freie Brüderlichkeit der von autoritärer Herrschaft befreiten Gotteskinder. Jugendlichen und Erwachsenen nachdrücklich zu empfehlen.“

## Auszeichnungen
Der Film nahm 1964 beim Filmfestival in Venedig am Wettbewerb um den Goldenen Löwen teil. Für seine Regieleistung wurde Pasolini mit dem Spezialpreis der Jury ausgezeichnet. Den Nastro d’Argento erhielt der Film 1965 in den Kategorien Regie des besten italienischen Films (Pier Paolo Pasolini), Beste Kamera – Schwarzweiß (Tonino Delli Colli), Bestes Szenenbild (Luigi Scaccianoce) und Beste Kostüme (Danilo Donati). Eine weitere Nominierung gab es in der Kategorie Bester Produzent (Alfredo Bini).
Bei der Oscar-Verleihung im Jahr 1967 war Das 1. Evangelium in den Kategorien Bestes Szenenbild, Bestes Kostümdesign und Beste Filmmusik nominiert, erhielt jedoch keinen Preis. Der Film war 1968 für einen United Nations Award der BAFTA Awards nominiert.
1995 wurde Das 1. Evangelium in die Filmliste des Vatikans aufgenommen, die insgesamt 45 Filme umfasst, die aus Sicht des Heiligen Stuhls besonders empfehlenswert sind.

## Heimkino
Die erste Veröffentlichung für das Heimkino, viele Jahre vor VHS und DVD, gab es bereits Anfang der 1970er-Jahre von Edition Atlas Film/Piccolo Film, konfektioniert auf 7 × 120 m Super 8 in S/W und deutschem Magnetton, wobei dieser Fassung ca. 3,5 Minuten des Originalfilms fehlen aufgrund der vorhandenen Spulengrößen.